# Олексіївська сільська рада (АР Крим)
Олексі́ївська сільська́ ра́да — адміністративно-територіальна одиниця та орган місцевого самоврядування в Первомайському районі Автономної Республіки Крим. Адміністративний центр — село Олексіївка.

## Загальні відомості
- Населення ради: 1 437 осіб (станом на 2001 рік)

## Населені пункти
Сільській раді підпорядковані населені пункти:
- с. Олексіївка
- с. Привільне

## Склад ради
Рада складається з 16 депутатів та голови.
- Голова ради: Ольхова Віра Василівна
- Секретар ради: Пономаренко Галина Михайлівна

### Керівний склад попередніх скликань
| Прізвище, ім'я, по батькові | Основні відомості                                                         | Дата обрання | Дата звільнення |
| --------------------------- | ------------------------------------------------------------------------- | ------------ | --------------- |
| Литвин Борис Миколайович    | Сільський голова, 1966 року народження, позапартійна                      | 26.03.2006   | 31.10.2010      |
| Ольхова Віра Василівна      | Сільський голова, 1948 року народження, освіта вища, член Партії регіонів | 31.10.2010   |                 |

Примітка: таблиця складена за даними сайту Верховної Ради України

### Депутати
За результатами місцевих виборів 2010 року депутатами ради стали:

#### За суб'єктами висування
| Суб'єкт висування | Кількість обраних депутатів | %  |
| ----------------- | --------------------------- | -- |
| Партія регіонів   | 8                           | 50 |
| Самовисування     | 8                           | 50 |

#### За округами
| № округу        | Прізвище, ім'я, по батькові   | Дата визнання обраним | Освіта  | Партійна приналежність | Відомості про обраного депутата                            |
| --------------- | ----------------------------- | --------------------- | ------- | ---------------------- | ---------------------------------------------------------- |
| Партія регіонів |                               |                       |         |                        |                                                            |
| 1               | Фрайтік Наталя Михайлівна     | 03.11.2010            | середня | член Партії регіонів   | тимчасово не працює                                        |
| 3               | Пономаренко Галина Михайлівна | 03.11.2010            | середня | член Партії регіонів   | Олексіївська сільська рада, секретар                       |
| 4               | Ізмаілова Найре Седиківна     | 03.11.2010            | середня | член Партії регіонів   | Олексіївська сільська рада, бухгалтер                      |
| 7               | Глінка Віра Геннадіївна       | 03.11.2010            | вища    | член Партії регіонів   | ТОВ «Валькірія», директор                                  |
| 8               | Дрегало Ірина Володимирівн    | 03.11.2010            | вища    | член Партії регіонів   | Олексіївська загальноосвітня школа, заступник директора    |
| 12              | Василянська Тетяна Іванівна   | 03.11.2010            | середня | член Партії регіонів   | тимчасово не працює                                        |
| 14              | Цюпка Тамара Миколаївна       | 03.11.2010            | середня | член Партії регіонів   | фельдшерсько-акушерський пункт, фельдшер                   |
| 16              | Брєгєда Марія Валентинівна    | 03.11.2010            | вища    | член Партії регіонів   | тимчасово не працює                                        |
| Самовисування   |                               |                       |         |                        |                                                            |
| 2               | Барієва Аліє Едемівна         | 03.11.2010            | середня | позапартійна           | МП «Айдер-С», бухгалтер                                    |
| 5               | Батюмова Надія Іванівна       | 03.11.2010            | вища    | член Партії регіонів   | МПСП «Надія», директор                                     |
| 6               | Бейтулаєва Нагіше Серверівна  | 03.11.2010            | середня | позапартійна           | Олексіївська загальноосвітня школа, завдувач господарством |
| 9               | Остапенко Олексій Сергійович  | 03.11.2010            | середня | член Партії регіонів   | ПСП «Олімп», директор                                      |
| 10              | Ісмаілова Ніяра               | 03.11.2010            | середня | позапартійна           | приватний підприємець                                      |
| 11              | Зінюк Світлана Анатолівна     | 27.12.2010            | середня | позапартійна           | СДК, худ. керівник                                         |
| 13              | Сауліт Валентина Петрівна     | 03.11.2010            | середня | позапартійна           | приватний підприємець                                      |
| 15              | Асанов Айдер Февзійович       | 03.11.2010            | середня | позапартійний          | МП «Айдер-С», директор                                     |